# Gang Starr
Gang Starr var en indflydelsesrig hiphop-gruppe fra Brooklyn i New York, der blev dannet af rapperen Guru og DJ Premier. 

## Historie
Gruppens første album No More Mr. Nice Guy (1989) introducerede en ny lyd, der bestod af en blanding af jazz og hiphop, hvilket fx kom til udtryk på numrene "Manifest" og "Jazz Music". Albummets eksperimenterende lyd imponerede dog i første omgang hverken anmeldere eller lyttere.
I 1991 udkom albummet Step in the Arena, der med numrene "Just to Get a Rep" og "Step in the Arena" for alvor slog navnet Gang Starr fast i hiphopkredse. I 1992 udgav Gang Starr albummet Daily Operation, der blev en stor succes. Efter lang tids arbejde besluttede den dynamiske duo at holde en kort pause for at få tid til at arbejde på andre projekter. Guru udgav i 1993 albummet Jazzmatazz Vol. 1, hvor han førte ambitionen om at fusionere jazz og hiphop ud i livet sammen med en række gæsterappere. Jazzmatazz-projektet blev en stor succes med i alt fire udgivelser frem til 2007.
I 1994 kom Gang Starr stærkt tilbage med albummet Hard to Earn, der med sine antikommercielle tekster tog kraftig afstand fra den poppede rapmusik, hvilket bl.a. kom til udtryk på nummeret "Mass Appeal".
Dj-Premiers evner som producer blev for alvor anerkendt, da han i 1996 indledte et samarbejde med den kendte østkyst-rapper Nas, og singlen "Nas is like" vandt en grammy. 
Gruppens femte album Moment of Truth fra 1998 blev en stor kommerciel succes med en lang række hits, hvor den jazzinspirerede lyd var blevet udviklet til et højere niveau. Året efter udkom opsamlingsalbummet Full Clip: A decade of Gang Starr med 32 numre fra 1989-1999 og tre nye numre, heriblandt den nye single "Full Clip", der blev et stort hit.  
Efter fire års pause udgav Gang Starr comeback-albummet The Ownerz i 2003, der også blev en succes og indeholdt numre med gæstestjerner som bl.a. Fat Joe og Snoop Dogg.
Guru døde af kræft i 2010 efter længere tid i koma, mens DJ Premier fortsatte sin karriere som producer for bl.a. Christina Aguilera.

## Diskografi
- No More Mr. Nice Guy (1989)
- Step In the Arena (1991)
- Daily Operation (1992)
- Hard to Earn (1994)
- Moment of Truth (1998)
- The Ownerz (2003)